# (22258) 1979 MB3
1979 أم بي 3 (ويعرف أيضًا باسم (22258) 1979 أم بي 3 وفق تسمية الكوكب الصغير) (بالإنجليزية: 1979 MB3)‏ هو كويكب ضمن حزام الكويكبات؛ وترتيبه 22258 من حيث الاكتشاف.
اكتُشف هذا الجُرم الفلكي بواسطة اليانور إف. هيلين في 25 يونيو 1979.

## وصلات خارجية
- (22258) 1979 MB3 في قاعدة بيانات مختبر الدفع النفاث لأجرام النظام الشمسي الصغيرة

- الاكتشاف · مخطط المدار ·  العناصر المدارية · المعلمات المادية

- (22258) 1979 MB3 على موقع ويكي سكاي: DSS2, SDSS, GALEX, IRAS, Hydrogen α, X-Ray, Astrophoto, Sky Map, Articles and images